# Bobyl'
Bobyl' är en kulle i Antarktis. Den ligger i Östantarktis. Australien gör anspråk på området.
Terrängen runt Bobyl' är varierad. Havet är nära Bobyl' åt nordväst. Trakten är obefolkad. Det finns inga samhällen i närheten.